# Ванланг
Ванланг (в'єтн. Văn Lang, тьи-ном 文郎) — перша держава в'єтів на території сучасного В'єтнаму, легендарна дата заснування якої відноситься до XXIX столітті до н. е. е. (за іншими джерелами, це було у VII ст. до н. е.), яка проіснувала до 258 року до н. е. Правила країною династія Хонг-банг. Жителів Ванланга називали лакв'єтами.

## Історія
Про Ванланг відомо дуже мало: правителі-хунгвионги і сама держава були згадані в ціньських і танських джерелах.
Засновником Ванлангу був король Хунг Лан, який оголосив себе третім хунгвионгом. Трон передавався у спадок. Хунгвионги були одночасно військовими головнокомандувачами та духовними вождями.
Суспільство Ванлангу було рабовласницьким, деякі дослідники, зокрема, Нгуен Минь Туан (в'єт. Nguyễn Minh Tuấn) і Ха Ван Тан (в'єт. Hà Văn Tấn) вважають, що Ванланг був «селом-державою» з більш чи менш вираженим поділом на дрібні поселення.
Ванланг завершив існування близько 258 року до н. е., коли його завоювало плем'я аув'єтів. Аув'єтський король Тхук Фан розбив останнього хунгвионга й об'єднав землі, назвавши країну Аулак, народ аулакцями, а себе — Ан Зионг-вионгом.

## Географія
Згідно з книгою Повне зібрання історичних записок Дайв'єта, столицею Ванлангу було місто Фонгтяу (в'єт. Phong Châu), розташоване на території сучасної провінції Футхо.
Зі сходу кордоном слугувало Південнокитайське море; з заходу — місцевість Батхук (в'єт. Ba Thục), що належить тепер Сичуаню; з півночі — озеро Дунтінху, а з півдня — озеро Тон (в'єт. Tôn), яке відокремлювало Ванланг від Чампи. Згідно з книгою Чан Чонг Кіма «Коротка історія В'єтнаму», країна була поділена на 15 бо (районів, в'єт. Bộ), описаних у таблиці:
| Назва                    | Сучасне розташування                                           |
| Фонгтяу (Phong Châu)     | провінція Футхо                                                |
| Тяуд'єн (Châu Diên)      | стара провінція Шонтей                                         |
| Фуклок (Phúc Lộc)        | стара провінція Шонтей                                         |
| Танхинг (Tân Hưng)       | стара провінція Хингхоа, територія провінцій Футхо і Туєнкуанг |
| Вудінь (Vũ Định)         | Каобанг і Тхайнгуєн                                            |
| Вунінь (Vũ Ninh)         | Бакнінь                                                        |
| Лукхай (Lục Hải)         | Лангшон                                                        |
| Ніньхай (Ninh Hải)       | Куанг'єн, частина провінції Куангнінь                          |
| Зионгтуєн (Dương Tuyên)  | Хайзионг                                                       |
| Зяоті (Giao Chỉ)         | Ханой, Хинг'єн, Намдінь і Ніньбінь                             |
| Киутян (Cửu Chân)        | Тханьхоа                                                       |
| Хоайхоан (Hoài Hoan)     | Нгеан                                                          |
| В'єттхионг (Việt Thường) | Куангбінь і Куангчі                                            |
| Киудик (Cửu Đức)         | Хатінь                                                         |
| Біньван (Bình Văn)       | невідомо                                                       |

Кожним бо правив лактионг (Lạc Tướng), який зазвичай належав до королівської родини. В бо влилися традиційні матріархальні села і сільськогосподарські угіддя, кожним бо керував «ботінь» (Bộ Chính), зазвичай — старійшина племені.
У Короткій історії В'єту зазначається, що Ванланг ділився на 10 районів з такими ж назвами, як у «Короткій історії В'єтнаму» (Зяоті, Вунінь, В'єттхионг, Ніньхай, Лукхай, Хоайхоан, Киутян, Біньван, Киудик, Ванланг), та п'ять районів, названих інакше (Куаннінь (в'єт. Quân Ninh), Зянінь (в'єт. Gia Ninh), Тхангтуєн (в'єт. Thang Tuyền), Тансионг (в'єт. Tân Xương), Нятнам (в'єт. Nhật Nam)).

## Економіка
Економіка була заснована на поливному рисівництві, ремеслах, полюванні, збиранні, рибальстві. Добре було налагоджене лиття бронзи. Знамениті донгшонські барабани з бронзи, на яких зображували будинки, одяг, традиційні заняття, з'явилися близько 600 року до н. е. Хунгвионги правили за допомогою радників, які контролювали поселення навколо кожного зрошуваного поля, організовували будівництво і ремонт канав, регулювали подачу води.
Крім культивування рису, люди Ванлангу вирощували боби, горох, батат і зерно, банани, апельсини, мандарини, лічі, кокоси; овочі та баштанні культури: капусту, баклажани, кавуни. Тримали худобу, переважно, буйволів, курей і свиней. Мистецтва гончарства і плетіння з бамбука, робота зі шкірою і ткацтво з прядива, джуту і шовку досягло високого рівня. Вже в правління династії Хонг-банг в'єти вміли готувати рибний соус і бань чунги, а також чорнили зуби.
Транспортними засобами слугували довбані човни, на яких ходили річками й каналами.